# أوباتا
أوباتا بلدية في ولاية باهيا في المنطقة الشمالية الشرقية من البرازيل.